# 1597 v. Chr.
Portal Geschichte | Portal Biografien | Aktuelle Ereignisse | Jahreskalender | Tagesartikel

◄ |
17. Jahrhundert v. Chr. |
16. Jahrhundert v. Chr. |
15. Jahrhundert v. Chr. |
►

1580er v. Chr. |
1570er v. Chr. |
►

1597 v. Chr. |
1596 v. Chr. |
1595 v. Chr. |
1594 v. Chr. |
► |
►►

## Ereignisse

### Babylonien
- Im babylonischen Kalender fällt das babylonische Neujahr des 1. Nisannu auf den 15.–16. März[1], der Vollmond im Nisannu auf den 29.–30. März[1], der 1. Tašritu auf den 9.–10. September[1] und der 1. Araḫsamna auf den 9.–10. Oktober[1].
- Möglicher Beginn des 2. Regierungsjahres (1597–1596 v. Chr.) von Ammi-saduqa (mittel-kurze Chronologie):
  - Die Venus verschwand im Osten am 21. Araḫsamna.
  - Venusaufgang am 30. Oktober (21. Araḫsamna: 29.–30. Oktober) gegen 5:51 Uhr; Sonnenaufgang gegen 6:24 Uhr.[1]